# Јерхел (Гарделеген)
Јерхел (њем. Jerchel) општина је у њемачкој савезној држави Саксонија-Анхалт. Једно је од 40 општинских средишта округа Алтмарк Салцведел. Према процјени из 2010. у општини је живјело 325 становника. Посједује регионалну шифру (AGS) 15081215.

## Географски и демографски подаци
Јерхел се налази у савезној држави Саксонија-Анхалт у округу Алтмарк Салцведел. Општина се налази на надморској висини од 58 метара. Површина општине износи 16,0 km². У самом мјесту је, према процјени из 2010. године, живјело 325 становника. Просјечна густина становништва износи 20 становника/km².